# Ellsworth Dougherty
Ellsworth C. Dougherty (21 tháng bảy 1921 – 1965) là một nhà sinh vật học, người đầu tiên nghiên cứu loài giun tròn Caenorhabditis elegans trong phòng thí nghiệm, cùng với Victor Nigon vào những năm 1940. Ông thực hiện hầu hết các nghiên cứu của mình và hoạt động y tế tại California.

## Tưởng niệm
Mount Dougherty là một rặng núi tại Nam Cực, được đặt tên theo Ellsworth Dougherty. Một tên gọi cụ thể được đặt cho loài giun tròn Caenorhabditis doughertyi cũng là để tưởng niệm E. Dougherty.